# NGC 6857
NGC 6857 (Sh2-100) è una nebulosa a emissione visibile nella costellazione del Cigno.
Si individua nella parte centro-meridionale della costellazione, sul bordo di un tratto della Via Lattea molto luminoso, vicino al tratto oscurato dai grandi complessi nebulosi della Fenditura del Cigno. Possiede una forma tozza più luminosa sul bordo orientale; il periodo migliore per la sua osservazione nel cielo serale ricade fra i mesi di giugno e novembre.
Si tratta di una piccola regione H II coincidente con la nebulosa Sh2-100, della quale costituisce semplicemente una parte. La nube si trova sul Braccio del Cigno a una distanza di circa 7780 parsec (25380 anni luce) o a 8900 parsec (29000 anni luce); in entrambi i casi, si pensa che sia associata alla grande regione di formazione stellare legata alla forte radiosorgente W58, situata alla medesima distanza e quindi nello stesso ambiente galattico. W58 appare suddivisa in tre componenti principali, chiamate rispettivamente W58A, W58B e W58C; l'ultima componente è a sua volta costituita da due regioni H II ultracompatte, indicate come C1 e C2, cui sono connessi due filamenti estesi più deboli, indicati come C3 e C4 ed estesi rispettivamente a nordovest e a sudest delle due nubi principali. All'interno della nube ultracompatta C1 è stato scoperto un maser con emissioni OH, catalogato con la sigla ON 3; a questo si aggiungono altri due maser con emissioni H2O, uno con emissioni CH3OH e un altro con emissioni OH, individuati sempre in direzione di W58, più tre sorgenti di radiazione infrarossa catalogate come IRAS 19589+3320, IRAS 19598+3324 e IRAS 19597+3327. La seconda di queste sorgenti coincide di fatto con la regione H II compatta W58A. Presso la stessa regione di formazione stellare si troverebbe anche la vicina nebulosa Sh2-99.